# 消費者委員會 (香港)

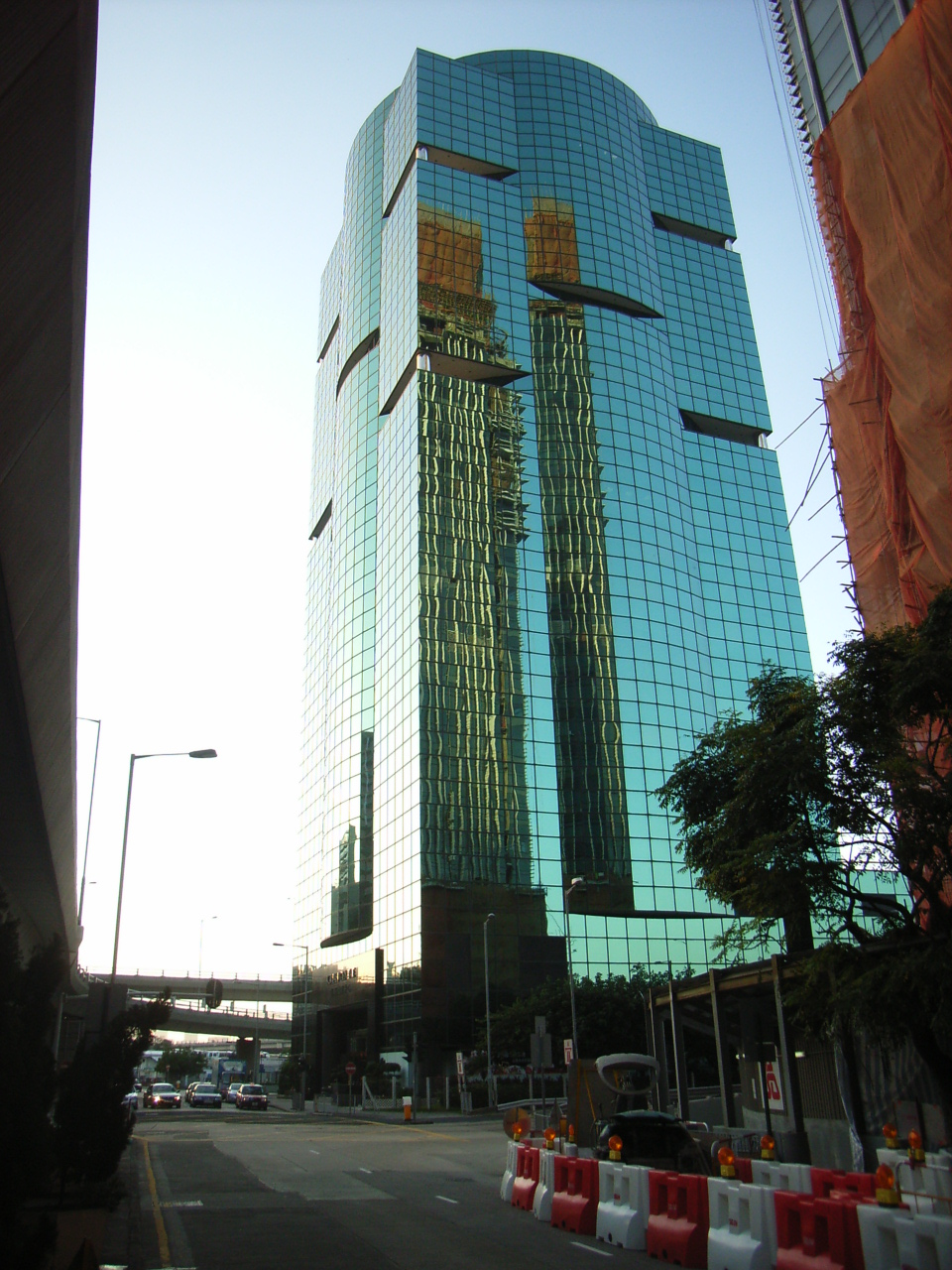
消費者委員會總部所在大廈 - 嘉華國際中心

消費者委員會（簡稱消委會）是香港的法定機構，成立於1974年4月，委員會根據1977年7月15日制訂的《消費者委員會條例》（第216章），職責保障及促進消費者在貨品和服務交易上的權益，並且包括購買、抵押及承租不動產人士的權益。
消委會委員由香港行政長官委任，經費主要來自香港納稅人，部分收入來自出版《選擇》刊物等。

## 主要工作
消費者委員會的主要工作包括：
1. 蒐集、接收及傳遞有關貨品、服務及不動產的資訊。
2. 透過各類宣傳教育，讓消費者了解其權利及如何保障自己的權益；
3. 接收及審查貨品及服務的消費者投訴、以及不動產的購買人、按揭人及承租人的投訴，並根據所得資料採取適當行動；
4. 鼓勵商業及專業團體制訂工作守則等。

在2010至2011年度，消費者委員會共接獲超過11萬宗消費者諮詢及超過2萬8千宗消費者投訴。投訴的類別以電訊服務相關為首，通訊用品次之，廣播服務又次之。2萬多宗消費者投訴中，屬於旅客投訴佔7.5%。消費者投訴性質中，價格爭議及服務質素兩者佔47%。
2010至2012年度，消費者委員會共收到2萬7千多宗投訴，較前年下跌5%。但是，網上購物（網購）的投訴比例則有明顯上升，達到800多宗。此外，隨著去年訪港旅客上升至4000多萬人，投訴亦增至2300多宗。

## 成員
消費者委員會的主席、副主席及各委員均由香港特別行政區行政長官委任，任期不超過2年，但任期屆滿後可再獲委任。
歷任主席
- 簡悅強爵士（1974年4月－1975年3月）
- 羅桂祥博士（1975年4月－1980年3月）
- 何耀棣先生（1980年4月－1984年10月）
- 周梁淑怡女士（1984年10月－1988年10月）
- 李柱銘資深大律師（1988年10月－1991年10月）
- 陳坤耀教授（1991年10月－1997年10月）
- 胡紅玉女士（1997年10月－1999年7月）
- 陳志輝教授（1999年9月－2005年9月）
- 陳家強教授（2005年9月－2007年6月）
- 張炳良教授（2007年6月－2012年6月）
- 黃玉山教授（2013年1月－2019年2月）
- 林定國資深大律師（2019年2月－2022年6月）
- 陳錦榮先生      （2022年7月－）

歷任總幹事
- 張綠萍（1974年4月—1984年）
- 陳黃穗（1985年5月1日—2007年3月31日）
- 劉燕卿（2007年4月1日—2012年11月15日）
- 黃鳳嫺（2012年11月16日—2025年5月6日）
- 何應富 署理（2025年5月6日—2025年8月20日）
- 沈朝暉  （2025年8月21日一）

## 歷史
2013年5月30日，消費者委員會主席表示，將會加強監察消費模式動向的能力，提升個案管理系統，加強市場的賠償機制及公平性，研究成立仲裁中心，並且就預繳式消費、網上消費等方面對提出建議。同時，公布未來三年的工作目標，包括將會發展網上通訊，加強消費者對權益的認識及推動「可持續消費」等。此外，消費者委員會未來亦會跟進電力市場改革，強積金僱員自由行計劃等方面議題。
2014年12月4日，消費者委員會聯同「國際消費者聯會」專家小組發表《探索新路向 - 香港電力市場研究報告》，歸納國際間電力市場的發展，建議社會以漸進及綜觀的方式檢視及改革本港電力市場，擴大兩電聯網，增進兩間公司的經濟效益，同時「源頭開放」，在發電市場引入競爭，長遠為本地消費者提供一個多元化的燃料組合，以確保燃料供應充足及價格得以穩定，並保障新參與者能夠在公平的條件下進入電網。
消費者委員會同時提倡改進「利潤管制協議」，延續現有模式的優勢，並達成新的政策目標，在規管框架內促進消費者的權益，提升營運者的資訊透明度，合理攤分商業風險，並回應日益關注的環保要求。
消委會亦建議當局，考慮成立能源管理局，招聘足夠專才就各種複雜問題聚焦處理，也為廣大的消費者帶來更完備的保障。
2017年5月25日，香港消委會與韓國消費者院達成合作協議，設立互通機制，以解決消費糾紛。
2018年6月20日，香港消委會與日本國民生活中心簽訂合作協議書，並建立訊息和投訴互通機制。
2019年5月，廣東省消委會、香港消委會與澳門消委會分別簽署粵港、粵澳消費維權合作協議，並開辦消費投訴轉辦平台，港澳消費者可經平台直接向珠三角9市消委會投訴，中國大陸消費者在香港或澳門的投訴亦可經平台轉送至香港或澳門的消委會。
2019年8月9日，香港消費者委員會與深圳市消費者委員會簽署合作協議，兩地消費者可以在香港或深圳進行投訴，兩地消委會按需要將個案轉介對方。
2019年9月6日，香港消委會與新加坡消費者協會簽訂互通機制協議，兩地訊息個案設立互通機制。
2024年10月24日，香港消委會與泰國消委會達成合作協議，建立投訴互通機制。
香港消委會有計劃將投訴互通機制擴展至歐洲，並以英國為首站。

## 《選擇》月刊
消費者委員會每月出版《選擇》月刊，刊登消費者委員會進行的產品測試、服務調查及研究報告。《選擇》月刊不接受任何商業廣告，以維持其公正客觀的立場。

## 全方位價格調查
消費者委員會曾於2009年9月至2010年11月推出「每月街市行情指數」，計算全港18區共44個街市所出售的26種食品的不同價格，以及肉類、魚類、蔬菜和水果的按月價格變動。
目前，消費者委員會網站有提供不同零售點貨品價格比較的「每週精明格價」，與及每日更新超過800件貨品的「網上價格一覽通」和「油價計算機」的資料。

## 教育活動
消費者委員會透過籌劃不同類型的消費者教育活動，如講座、參觀、工作坊和研討會等，加強消費者，尤其是學生、長者和新來港人士，了解作為消費者的權益與責任。

## 電腦系統遭黑客入侵
2023年9月21日，消費者委員會電腦系統被黑客入侵，部份投訴人及《選擇》月刊訂戶的資料或遭外洩。黑客要求消委會於23日11時20分前繳交50萬美元贖金，若遲該時間則要交70萬美元。消委會稱絕對不會繳交贖金。

## 辦事處
- 北角渣華道191號嘉華國際中心22樓（總部）
- 北角健康東街39號柯達大廈2期14樓1410室（投訴及諮詢部）
- 尖沙咀亞士厘道3號（資源中心及諮詢中心）

## 資料來源
1. 1 2 3  . 消費者委員會網站. 2011-07  [2012-02-05]. （原始内容存档于2013-01-04）.
2. ↑  . 香港商報. 2012-02-01  [2012-02-05].[永久]
3. ↑  .   [2014-12-08]. （原始内容存档于2015-09-23）.
4. ↑  . 香港01. 2017-05-25  [2025-02-22]. （原始内容存档于2025-02-22）.
5. ↑  . 文匯報. 2017-05-25  [2025-02-22]. （原始内容存档于2025-04-19）.
6. ↑  . 無綫新聞. 2017-05-25.
7. ↑  . 東網. 2018-06-20  [2025-02-22]. （原始内容存档于2025-02-22）.
8. ↑  . 香港01. 2018-06-20  [2025-02-22]. （原始内容存档于2025-07-08）.
9. ↑  . 香港經濟日報. 2018-06-20.
10. ↑  . 大公文匯網. 2024-03-14  [2025-02-22]. （原始内容存档于2025-02-22）.
11. ↑  . 深圳新聞網. 2019-08-09  [2025-02-22]. （原始内容存档于2025-02-22）.
12. ↑  . 思考香港. 2019-08-09  [2025-02-22]. （原始内容存档于2025-02-22）.
13. ↑  . 文匯報. 2019-08-09  [2025-02-22]. （原始内容存档于2025-02-22）.
14. ↑  . 香港01. 2019-09-06  [2025-02-22]. （原始内容存档于2025-02-22）.
15. ↑  . 東網. 2019-09-06  [2025-02-22]. （原始内容存档于2025-02-22）.
16. ↑  . 星島日報. 2024-10-24.
17. ↑  . 香港經濟日報. 2021-03-22  [2025-02-22]. （原始内容存档于2025-02-22）.
18. ↑  . 香港01. 2023-09-21  [2023-09-22]. （原始内容存档于2023-10-09）.
19. ↑  . 香港01. 2023-09-22  [2023-09-23] （中文）.

## 外部連結
- 消費者委員會官方網站 （页面存档备份，存于）
- YouTube上的香港消費者委員會頻道
- 消費者委員會旅客網站 －精明消費香港遊 （页面存档备份，存于）
- 《選擇》月刊網上版本 （页面存档备份，存于）
- 做個精明消費者——專訪香港消費者委員會 （页面存档备份，存于）